# Капоэйра
Капоэ́йра (порт. capoeira, /ka.puˈej.ɾɐ/, фонетическая транскрипция — капуэ́ра) — традиционное бразильское единоборство, сочетающее в себе не только боевые, но и специальные акробатические элементы, сопровождающееся народной бразильской музыкой. Техника капоэйры включает в себя удары ногами и руками, подсечки, подножки, броски, а также удары головой. Несмотря на многообразие атакующих действий признаком высокого мастерства в капоэйре считается умение защититься и продемонстрировать силу, ловкость, проворность. Спарринги капоэйристов называются игрой (порт. jogo), они проходят в кругу, образованном оркестром и зрителями — рода (порт. roda). В традиционной капоэйре правила игры определяются музыкой и этикетом, а спортивные состязания проводятся по регламенту организатора.
26 ноября 2014 года ЮНЕСКО признало капоэйру нематериальным культурным наследием человечества.

## История капоэйры

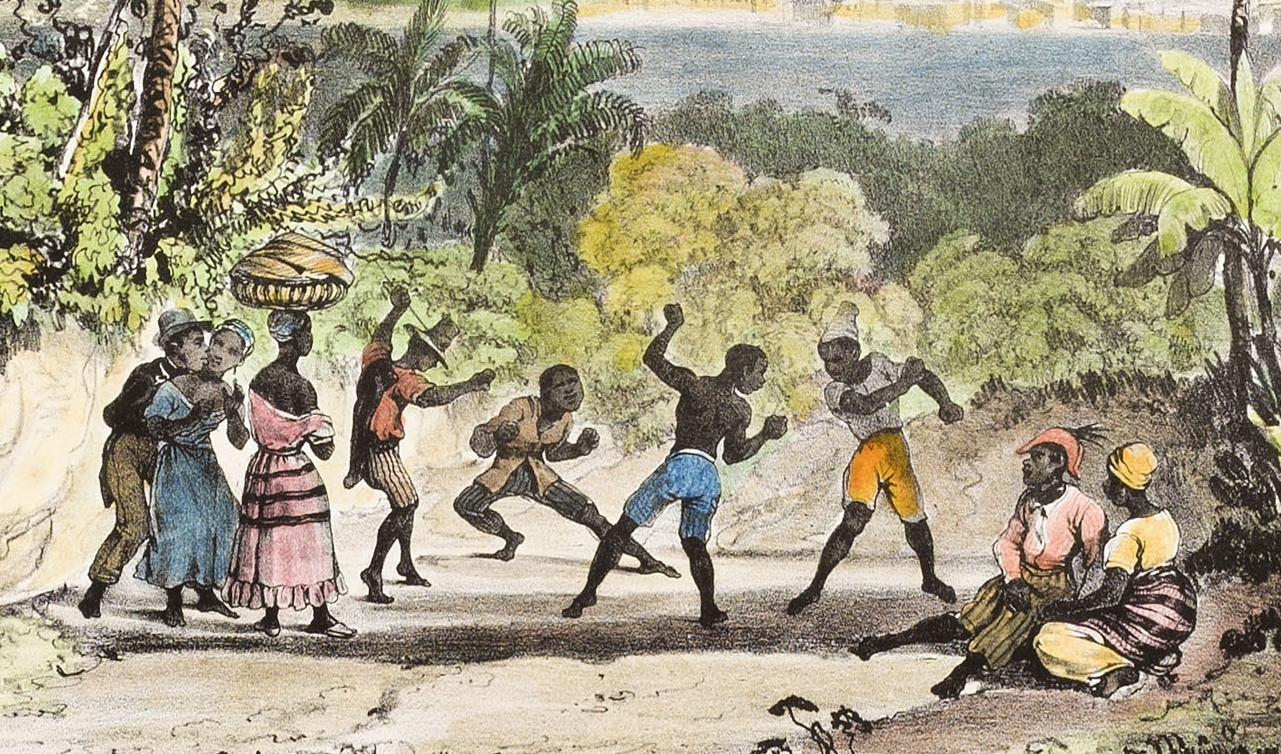
Танец негров в Салвадоре. Литография с рис. Йоганна Морица Ругендаса, 1835 г.

Прародителями капоэйры являются африканские танцы, игры и единоборства, в которых мужчины должны были показать мужественность, смелость и ловкость. Изначально они были частью ритуалов нголо, связанных с переходом во «взрослую жизнь», где мужчина — это воин и защитник. Африканцы, вывезенные в Бразилию в качестве рабов, старались сохранить свои обычаи и верования, так в процессе адаптации ритуалов к новым культурным и социальным условиям появилась капоэйра.

### Происхождение названия
Единоборство в разных регионах называлось по-разному: и кунгу, и манджинга, и Сау-Бенту, и другими именами (батуке, пернада, банда, пунга), но в конце XVIII века появилось название ставшее популярным и практически вытеснившее все иные — capoeira.
Исстари термин «capoeira» в португальском языке означал курятник, клетку для кур, корзину для каплунов. Так же назывались и рабы, что торговали птицей и разносили её по домам господ. В часы досуга они упражнялись и развлекались в своей борьбе, иногда с музыкой и песнями. Воинская игра капоэйров (порт. capoeiras) на улицах Рио-де-Жанейро не была редкостью, а потому со временем начала ассоциироваться с профессией юношей, особенно в высшем свете: «игра капоэйров», «игра разносчиков птицы», «игра торговцев птицей» (порт. jogo de capoeiras). Вероятно, закреплению названия поспособствовала и форма единоборства, напоминавшая петушиные бои.
Также существуют менее достоверные версии происхождения слова «capoeira»:
- от ka’apûera, что на языке тупи-гуарани означает «поле, заросшее кустарником, которое расчищалось выжиганием либо вырубкой»[10];
- от kipula/kipura, что на языке киконго (по версии Фу-Киау Бунсеки), означает «человека, который в бою подражает движениям петуха во время петушиных боев…»[11].

### Капоэйра в подполье

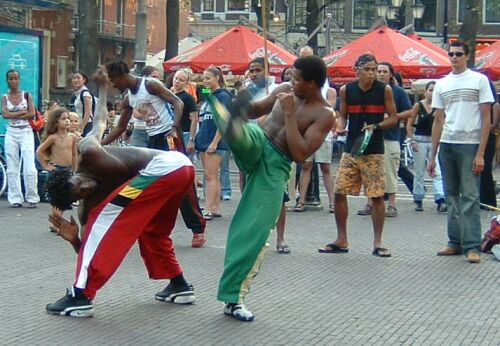
Уличная рода

В первой половине XIX века на улицах бразильских городов было крайне неспокойно. Независимость страны привела к политической нестабильности, затяжному экономическому кризису и как следствие сильному социальному напряжению. Чтобы выжить в эти суровые времена люди (мужчины) начали объединяться в дружины мальта (порт. malta), каждая из которых защищала свой район, обеспечивая некий порядок. Нередко они поддерживались политиками, коммерсантами, полицией. Возрастающие расистские и националистические настроения привели к тому, что в Рио-де-Жанейро к середине XIX века дружины консолидировались в два крупных союза или «нации» (порт. nação): нагоа (порт. nagoas) — союз окраин (Santa Luzia, São José, Lapa, Santana, Moura, Bolinha de Prata и других), в котором состояли преимущественно африканцы, мулаты, самбо; и гаямун (порт. guaiamús) — союз центральных районов (São Francisco, Santa Rita, Ouro Preto, Marinha, São Domingos de Gusmão и более мелких), образованный креолами, метисами, цыганами, иммигрантами из Европы. Нагоа выступали за отмену рабства и поддерживали реформы ведущие к установлению республики, а гаямуны были реакционны и отстаивали интересы империи. Противостояние «наций» приводило к жестоким дракам на улицах города. Обе в качестве оружия применяли палки, бритвы, навахи и капоэйру.
Негры капоэйры (порт. negros capoeiras), то есть капоэйристы из нагоа, выступали против несправедливого общества, боролись за свободу и равные права для всех, а потому на протяжении всего периода существования империи власть их репрессировала. И всё же нагоа одержали верх. 13 мая 1888 года был подписан «Золотой Закон», а спустя год — свергнута монархия. «Нации» изжили себя и распались.
После установления первой республики заниматься капоэйрой на улицах и площадях всё также запрещалось. Однако отношение к капоэйристам изменилось. Заслуги и подвиги во времена войн, восстаний и революции, а также победы на ринге привлекали внимание общественности. В первой четверти XX века капоэйра, несмотря на нелегальность, стала модным увлечением «золотой молодёжи». В 1910—1920-х годах появились мастера, развивающие капоэйру как бразильский вид спорта, на манер популярных во всём мире английского бокса, французского савата, японского дзюдо или шведской гимнастики. Тогда же появилось новое название, не имеющее негативного окраса «Национальная Гимнастика» (порт. Gynástica Nacional), и первые академии: «Escola Típica de Agressão e Defesa», «Escola de Ginástica Nacional», «Clube Nacional de Gymnastica», а также клуб «União em Apuros», впоследствии ставший известным как Капоэйра Режионал.
В эру Варгаса капоэйра уже открыто преподавалась в спортивных залах, колледжах и университетах, полиции и вооружённых силах, а также демонстрировалась во время фольклорных выступлений. За свою практику капоэйристы осуждались лишь в исключительных случаях, «в довесок» к другим уголовным преступлениям, а в 1940 году запрет с капоэйры был снят. В это время при поддержке Бразильской Конфедерации Борьбы произошла классификация технического арсенала, разработка стандартов и методов обучения. По всей стране открылись школы и заработали фольклорные группы, развивающие и распространяющие традиционное бразильское единоборство.

### Распространение капоэйры в мире
Артисты, демонстрирующие капоэйру, начали выезжать за пределы Бразилии в 1950—1960-х годах. Совершая турне отдельные специалисты получили возможность переехать в более богатые страны, где они могли открыть секции и «академии» для распространения бразильской культуры. Но мировая известность и популярность пришли к капоэйре лишь в середине-конце 1990-х годов, с выходом фильма «Только Сильнейшие» и компьютерной игры «Tekken 3».

#### Капоэйра в США
Пионером развития капоэйры в США стал Желон Виейра (Jelon Vieira), обосновавшийся в Нью-Йорке в 1975 году. Он демонстрировал капоэйру и обучал ей в университетах, школах, на фестивалях, участвовал в театральных постановках, в кинематографе, есть мнение, что он повлиял на становление и развитие брейк-данса, а также контемпорари. Основанная им ещё в 1977 году DanceBrazil ежегодно выступает перед десятками тысяч человек и с 1984 года сотрудничает с Национальным фондом искусств. В 2008 году Желон был удостоен премии за развитие культуры и народного творчества.
В 1978 году в США переехал ещё один популяризатор капоэйры — Бира Алмейда (Ubirajara (Bira) Guimarães Almeida), известный как Акордеон (Acordeon). Он открыл свою академию в Калифорнии, а через пару лет основал World Capoeira Association в рамках которой создал несколько благотворительных и образовательных проектов, в том числе с привлечением в США бразильских специалистов. Акордеон записал 9 музыкальных пластинок и дисков, выпустил 3 обучающих фильма, а также несколько книг о капоэйре, в том числе «Capoeira: A Brazilian Art Form», которая стала первой на английском языке, чем оказал огромное влияние на распространение и развитие капоэйры в мире.
В начале 1980-х годов в США было всего четыре мастера: Желон, Лоремил (Loremil Machado), Акордеон, Эусебиу Лобу (Eusebio da Silva Lobo). Спустя всего десять лет к ним среди прочих присоединились Амень Санту (Amén Santo), Бонеку (Boneco), Жоау Гранджи (João Grande), Марселу Кавейринья (Marcelo Caceirinha), Кобра Манса (Cobra Mansa), академии капоэйры открылись уже во всех штатах страны, а в 1996 году звание мастера получил нью-йоркец Микаэль Голдстейн (Michael Goldstein), по прозвищу Омбринью (Ombrinho). Сейчас в США множество высококлассных мастеров и квалифицированных преподавателей, которые обучают тысячи капоэйристов.

#### Капоэйра в Европе

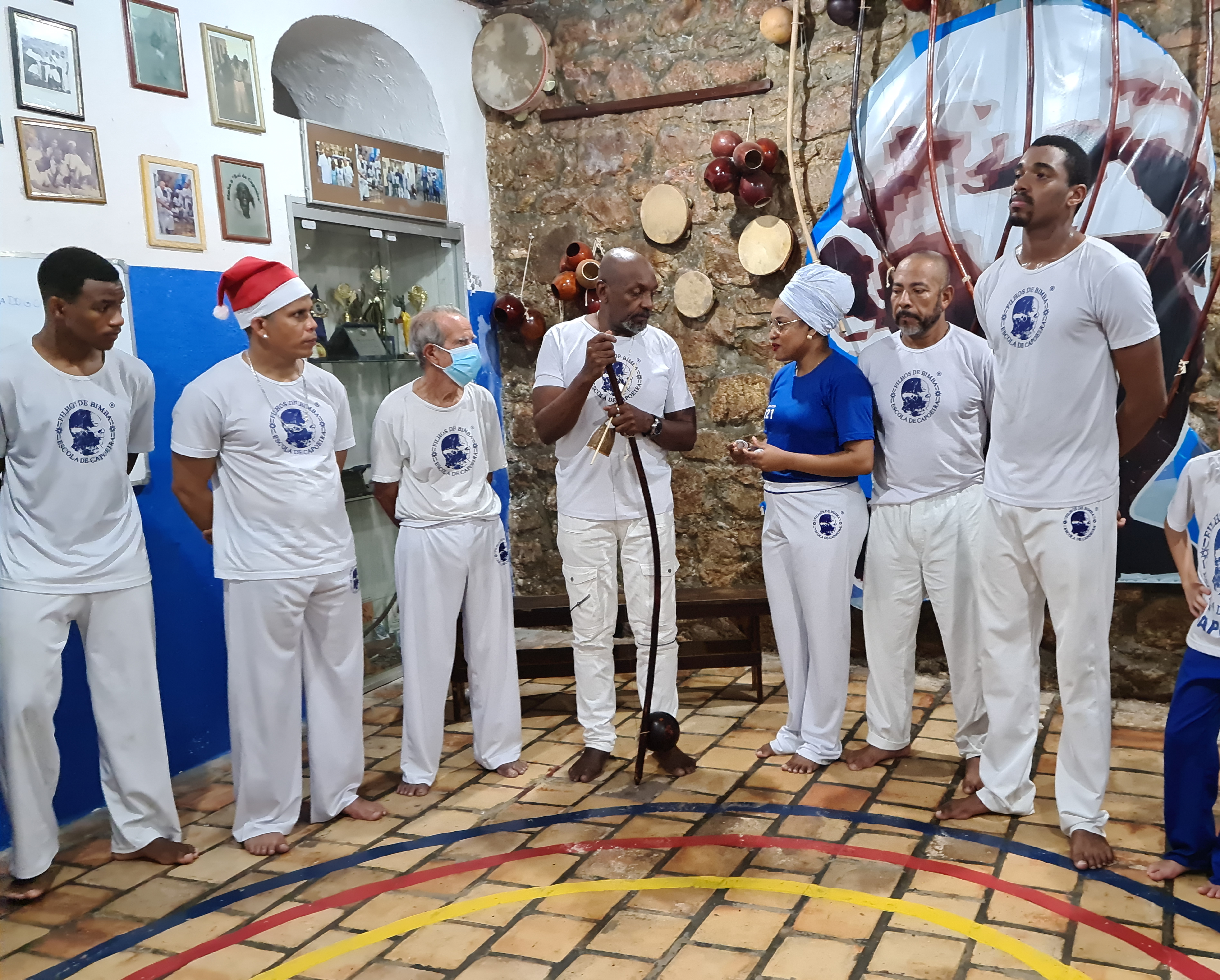
Группа Местре Бимба в 2022 году

Развитие капоэйры в Европе началось с Мартинью Фиуза (Martinho Fiúza). В конце 1977 года он открыл танцевальную школу в Мюнхене, где в том числе были классы по капоэйре. В течение следующего десятилетия приехали Пауло Сикейра (Paulo Siqueira), Гранджи да Баия (Grade da Bahia), Луа (Lua), Маррета (Marreta), Маркос Шина (Marcos China), Самара (Samara). С каждым годом в Европе становилось всё больше профессиональных капоэйристов, однако их квалификация была не самой высокой. За редкими исключениями сюда переезжали менее востребованные специалисты и начинающие тренеры, входящие в состав больших школ (ABADÁ, CDO, Muzenza, Angola Palmares, Filhos de Bimba и других), которых отправляли на стажировку и организацию филиалов. Для устранения недостатка информации и опыта, а также для сертификации местных специалистов, они начали проводить ежегодные многодневные семинары с участием мастеров мирового уровня (часто привозимых из Бразилии или США), что со временем стало распространённой практикой.
За 30 лет развития в Европе капоэйра ассимилировалась и адаптировалась. Выросли и мастера, первым из которых стал Саймон Аткинсон (Simon Atkinson) — Фантазма (Fantasma), удостоившийся высокого звания в 2010 году.

#### Капоэйра в России

Roda da Rua, Москва, под Пушкинским мостом, май 2007 года.

В России капоэйра появилась в 1995—1996 годах. Тогда в рамках этнического клуба «ИНБИ» было открыто несколько групп: в Москве и в Орле. Отсутствие мастеров и нехватка информации компенсировались неуёмным энтузиазмом российских капоэйристов. Они учились по художественным и обучающим фильмам, а также по книгам, изредка выезжая на мероприятия, проходящие в Европе, США, Бразилии.
С 1998 года в России начали проводить семинары с классами от бразильских мастеров. Среди первых были Бандейра (Bandeira), Браулино (Braulino), Вагиньо (Vaguinho), Но (Nô), Бахау (Barrão), которые заложили вектор развития отечественной капоэйры. В 2002 году была зарегистрирована «Федерация Капоэйра России», развивающая бразильское единоборство как спортивную дисциплину, которая была признана Росспортом 14 марта 2006 года.
В течение следующего десятилетия во многих крупных городах России открылись филиалы больших школы капоэйры (ABADÁ-Capoeira, CDO, Angola Palmares, ASCAB, ACMB и других), также переехали и некоторые высококвалифицированные капоэйристы, как то Нозинью (Nozinho), Чику (Tico), Пепеу (Pepeu), Гайола (Gaiola), Буффало (Buffalo), Куэка (Cueca), Велл (Well), Манчинья (Manchinha), а в 2018 году признание получил первый российский мастер — Андрей Кудиш — Та Руссо (Ta Russo).

## Техника капоэйры
Основа капоэйры — это раскачивания тела из стороны в сторону с помощью шагов вперёд-назад — жинга (порт. ginga). Из неё берут начало все прочие движения: перемещения, уклонения, атаки.

#### Перемещения и уклонения
- Жинга (порт. ginga) — «идти вразвалку», раскачивающееся движение из стороны в сторону, вперёд-назад с легким наклоном туловища. Руки при этом подняты и находятся в постоянной готовности защиты лица и туловища. В упрощённом варианте капоэйрист переходит из левосторонней стойки (порт. base) в правостороннюю, ноги перемещаются по вершинам прямоугольника.
- Кокоринья (порт. cocorinha) — «корточки», позиция сидя на корточках. Используется как защита от амплитудных ударов ногами в голову.
- Негачива (порт. negativa) — «отрицание», позиция сидя с вытянутой вперёд ногой и наклоном в одноимённую сторону с опорой на одну или две руки.
- Эскива (порт. esquiva) — «уклонение», наклон корпуса в сторону от удара.
- Кеда ди-куатру (порт. queda de quatro) — «падение на четыре», падение или уклонение назад с опорой на руки и ноги.
- Резистенсиа (порт. resistência) — «сопротивление», уклонение за счёт прогиба в пояснице и отклонения корпуса назад в позиции стоя.
- Роле (порт. rolê) — «катиться», перемещение с опорой на руки и ноги из позиции негачива.
- Ау (порт. aû) — «ау», переворот в сторону с опорой на руки, колесо. Существует множество вариантов исполнения и модификаций: аберту (порт. aberto), фешаду (порт. fechado), сень мау (порт. sem mão), батиду (порт. batido), пра-френчи (порт. pra frente) и т.д

#### Удары
- Кабесада (порт. cabeçada) — «головной», удар или толчок головой.
- Понтейра (порт. ponteira) — «наконечник», «остриё», маховый удар прямой ногой снизу-вверх. Наносится в подбородок.
- Бикейра (порт. biquiera) — «носочек», проникающий прямой удар ногой под рёбра (выполняется подушкой стопы).
- Армада (порт. armada) — «вооружённая», удар пяткой с разворота, совершается широким маховым движением.
- Кейшада (порт. queixada) — «челюстной», удар пяткой в челюсть, совершается широким маховым движением изнутри-наружу.
- Мейа-луа ди-френчи (порт. meia-lua de frente) — «половина Луны спереди», круговой удар ногой перед собой, махом снаружи-внутрь.
- Мейа-луа ди-компассу (порт. meia-lua de compasso) — «половина Луны циркулем», маховый удар пяткой с опорой на руки и одну ногу.
- Бенсау (порт. benção) — «благословение», толчковый удар вперед полной стопой. Наносится в область живота или груди.
- Мартелу (порт. martelo) — «молот», прямой удар ногой.
- Пизау (порт. pisão) — «топтать», прямой удар стопой/пяткой в сторону. Также называется шапа (порт. chapa).
- Шапа ди-костас (порт. chapa de costas) — «плита назад», прямой удар стопой/пяткой назад.
- Эспорау (порт. esporão) — «шпора», обратный круговой удар ногой. Также называется ганшу (порт. gancho).
- Шапеу ди-коуру (порт. chapéu de couro) — «кожаная шляпа», мартелу с опорой на руки, часто выполняется из позиции негачива. Также называется мартелу ди-шау (порт. martelo de chão).
- Жуэльяда (порт. joelhada) — «коленный», любой удар коленом.
- Воо ду-морсегу (порт. vôo do morcego) — «полёт летучей мыши», удар двумя ногами в прыжке.
- Галопанче (порт. galopante) — «стремительный», боковой удар открытой ладонью.
- Эспелью (порт. espelho) — «зеркало», прямой удар основанием ладони вперёд.
- Деспрезу (порт. desprezo) — «презрение», удар тыльной стороной ладони.
- Годеми (порт. godemi) — «проклятый богом», удар обратной стороной кулака.
- Асфиксианчи (порт. asfixiante) — «удушающий», прямой удар кулаком в нос или гортань.
- Дедейра (порт. dedeira) — «пальцами», удар пальцем или двумя в глаза.
- Котувелада (порт. cotovelada) — «локтевой», любой удар локтем.

#### Броски
- Растейра (порт. rasteira) — «ползучая», подсечка, аккуратно вытягивающая опорную ногу оппонента.
- Банда (порт. banda) — «подбив», подножка или удар по ноге оппонента для выведения его из равновесия.
- Вингачива (порт. vingativa) — «мстительная», опрокидывание за счёт подсаживания под опорную ногу оппонента и толчка локтём в грудь, выполняется почти как сукуи-нагэ в дзюдо.
- Чизора (порт. tesoura) — «ножницы», бросок ногами двойным подбивом: одна нога упирается под колено соперника (спереди или сзади), а вторая — толкает в район выше колена, в живот.
- Баянада (порт. bainada) — «из региона Баия», опрокидывание оппонента за счёт вытягивания его ног, захваченных на уровне колен. Также называется аррастау (порт. arrastão).
- Балау (порт. balão) — «воздушный шар», бросок оппонента через спину, бедро или плечо, бросаемый при этом, как правило, совершает в воздухе полный переворот.

#### Акробатика
Акробатика в капоэйре является инструментом для развития силы и координации, а также служит для демонстрации физических качеств капоэйриста. Она является лишь дополнением игры и называется флореей (порт. floreia) — «украшение из цветов».
- Бананейра (порт. bananeira) — «банановое дерево» — стойка на руках или на голове, также прыжки или удары ногами в этих положениях.
- Макаку (порт. macaco) — «обезьяна», переворот назад или вперёд с опорой на одну или две руку из положения сидя, при этом ноги прыгают и приземляются одновременно.
- Кеда де рим (порт. queda de rim) — «падение на почку», статичная позиция в стойке на одной или двух руках с упором локтя в живот.
- Понче (порт. ponte) — «мост», изогнутое положение тела, грудью вверх, с опорой ступнями и ладонями.
- Волта-пур-сима (порт. volta por cima) — «вернуться через верх», переворот через голову с опорой руками, выполняемый из понче. Также существует вариант с переворотом через кеда де-гинь.
- Корта-капим (порт. corta capim) — «косить траву», круговое движение ногой в негачиве, вариация растейры.
- Реложиу (порт. relógio) — «часы», вращение вокруг своей оси в позиции кеда де-гинь.

## Правила

### Правила традиционной игры
Традиционно игра капоэйристов проходит в круге (порт. roda), диаметром от полутора метров до пяти. Часто началом и окончанием игры служит рукопожатие соперников, время не регламентируется и может варьироваться от нескольких секунд до десятков минут.
Вход в круг осуществляется от оркестра, от линии пе-ду-беримбау (порт. pé do berimbau), обычно за счёт акробатического элемента. Состязаясь капоэйристы стремятся поразить соперника в голову или грудь ударом ноги или головой, или опрокинуть его подсечкой, подножкой, броском ногами. Атаки выполняются со скоростью и силой, в соответствии с темпом музыки. При медленном аккомпанементе игра проходит ближе к полу и служит демонстрации силы и ловкости, без контакта, лишь с обозначением атаки; при более быстром — стоя, с ударами в половину или в полную силу. Кроме того, цель, дистанция, технический арсенал, характер взаимодействия игроков зависят от ритма.
Несмотря на наличие объективных критериев оценки смысл игры сводится к выявлению не чемпиона, но достойного члена сообщества капоэйристов, обладающего волевым характером, силой, умом, знаниями и навыками.

### Музыка
Музыка призвана привлекать внимание зрителей, очаровывать их, воодушевлять капоэйристов. Кроме того она задаёт правила традиционной игры и помогает ей развиваться, задавая темп и подавая условные сигналы, зашифрованные в ритмических формулах ведущего музыкального инструмента — беримбау.

#### Беримбау

Беримбау

Беримбау (порт. berimbau) — бразильский музыкальный лук диной 120—170 см со стальной струной, в качестве резонатора выступает высушенная бутылочная тыква, прикреплённая к нижней части инструмента. Играют на беримбау с помощью небольшой деревянной палочки, а для изменения высоты тона к струне прижимают медиатор: плоский камень или монету.
Основа музыки беримбау — ритмическая формула, называемая токе (порт. toque). Именно токе служит сигналом к действию или правилом, определяющим игру капоэйристов (скорость, дистанцию, характер взаимодействия, технический арсенал).

#### Токе беримбау
В современной капоэйре существует большое разнообразие музыкальных традиций, а потому значение токе может различаться в зависимости от школы. Среди наиболее популярных токе беримбау стоит выделить:
- Ангола (порт. Angola) — название токе происходит от африканского региона, мистической родины капоэйры. Ангола используется для игры, где демонстрируются знания традиции и культуры капоэйры: игра начинается внизу у самого пола, без спешки и суеты, на ближней дистанции, «телом к телу», и постепенно поднимается, ускоряется, а дистанция увеличивается[32].
- Сау-Бенту Пекену ди-Ангола (порт. São Bento Pequeno de Angola) — «Святой Бенедикт Маленький [в традиции] Ангола», как правило выступает инверсией Ангола, хотя может использоваться в качестве самостоятельного токе. Применяется для неспешной игры в небольшом круге на ближней дистанции. Исполняется только в медленном темпе[33].
- Сау-Бенту Гранджи ди-Ангола (порт. São Bento Grande de Angola) — «Святой Бенедикт Большой [в традиции] Ангола», призывает к живой и даже быстрой игре стоя на средней и дальней дистанции, которая в зависимости от желания самих игроков может быть или агрессивной, с контактными ударами и бросками, или показательной, наполненной акробатическими элементами и танцевальными движениями[33].
- Сау-Бенту Гранджи ди-Бимба (порт. São Bento Grande de Bimba) — «Святой Бенедикт Большой Бимбы», был создан Мастером Бимбой для своей школы — Капоэйра Режионал. Призывает к высокой игре на средней дистанции без лишних движений и действий, без акробатики и прыжков, при этом взаимодействие между игроками строится на постоянном чередовании атаки и защиты. Вне школы Бимбы данный токе потерял оригинальный смысл. Его начали использовать для игры на дальней дистанции, быстрой и агрессивной[34], где неопытным капоэйристам советуют не входить в игру, чтобы не пострадать[10].
- Апанья Ларанжа ну-Шау (порт. Apanha Laranja no Chão) — «Подними апельсин с земли», используется для игры за центр круга, где помещается предмет, который нужно поднять ртом, не касаясь его ни руками, ни ногами. В состязании демонстрируется красивая техника на ближней дистанции, без агрессии и физического противостояния: нужно применить находчивость, ловкость и хитрость[34].

#### Другие инструменты оркестра капоэйры
Исторически сложилось несколько «стандартных» составов оркестра капоэйры — батерия (порт. bateria), которые соответствуют представлениям отдельных мастеров о «хорошем звучании»: 2 беримбау, 2 пандейро; 1 беримбау, 1—2 пандейро; 1 беримбау, 1—2 пандейро, 1 атабаке, изредка 1 агого; 2 беримбау, 1—2 пандейро, 1 атабаке, изредка 1 агого; 3 беримбау, 1—2 пандейро, 1 атабаке, изредка 1 агого; 3 беримбау, 2 пандейро, 1 атабаке, 1 агого, изредка реку-реку.
- Панде́йру (порт. pandeiro) — разновидность ручного рамочного барабана, диаметром 20-30 см, с бубенцами[36].
- Атаба́ке (порт. atabaque) — бочкообразный или конический барабан, высотой 70-120 см, мембрана которого натягивается с помощью системы веревок и клиньев[36].
- Агого́ (порт. agogô) — сдвоенные колокольчики без языков[10].
- Ре́ку-ре́ку (порт. reco-reco) — скребок в виде полого цилиндра (из тыквы, бамбука или дерева) с поперечными надрезами, по которым проводят деревянной палочкой извлекая характерный звук, давший название данному инструменту[37].

#### Песни
Часто музыку капоэйры дополняет пение. Солист ведёт своеобразный диалог со зрителем: он начинает песню, а зрители хором в унисон отвечают, повторяя его строфу или заданный припев. Вовлекаясь в происходящее, объединяясь в хор, зрители становятся участниками действа. Песни могут иметь самый разнообразный сюжет, который обычно вплетается в контекст событий, происходящих вокруг, и зачастую строфы, передающиеся из поколения в поколение, дополняются сиюминутными вариациями и импровизацией солиста. Но также солист может просто забавляться и веселить публику, жонглируя словами, образами и звуками, не вкладывая в них никакого смысла. Пение традиционно происходит на португальском языке, часто искажённом, с вплетением устаревших и диалектных выражений, африканских и индейских слов.
На данный момент в капоэйре существуют различные типы песен и песенные формы, наиболее распространённые среди них: ладаинья, лювасау, корриду, квадрас.
- Ладаинья (порт. ladainha) — «литания» или «молитва/просьба» — сольная песня, открывающая музыкальную последовательность. Когда поётся ладаинья хор молчит, а игроки слушают солиста и ждут от него команды к началу. Заканчивается словом camarada или возгласом «ха-ха!».
- Лювасау (порт. louvação) — «приветствие» — обязательное продолжение ладаиньи, в котором хор отвечает солисту, повторяя каждую его фразу и дополняя её словом camarada. Зачастую используются стандартные строфы (приветствие, восхваление, предупреждение и т. д.), но иногда могут прозвучать заготовки и сиюминутные импровизации солиста. Традиционно лювасау заканчивается фразой volta do mundo, что становится сигналом для начала игры капоэйристов.
- Корриду (порт. corrido) — «бегущие» — песни, в которых каждая короткая фраза солиста сменяется повторяющейся фразой хора (обычно — первой строкой песни).
- Квадрас (порт. quadras) — «четверостишия» — тип песен, в которых куплеты и припевы состоят из сложных стихов (солист поёт обычно четыре строки, а хор — четыре или меньше). В отличие от остальных типов песен, у квадрас нет стандартной мелодии и ритмики, что делает их очень разнообразными и богатыми.

### Спортивная капоэйра
Попытки спортивных соревнований по капоэйре предпринимались с 1928 года. В 1933 году капоэйру включили в Бразильскую Конфедерацию Борьбы, что конечно поспособствовало развитию капоэйры, но её трансформация в спортивную дисциплину началась только в середине 1960-х годов. В результате долгой работы и обсуждений среди видных мастеров эпохи был разработан «Технический Регламент Капоэйры», устанавливающий номенклатуру движений, градацию мастерства и критерии оценки, форму, правила соревнований. 26 декабря 1972 года он был принят в министерстве спорта Бразилии, что придало традиционному единоборству официальный статус вида спорта.
В 1974 году в Сан-Пауло была создана первая Федерация Капоэйры — Federação Paulista de Capoeira, начавшая планомерное развитие спортивной капоэйры: официальные соревнования (с 1975 года), фестивали, конференции, конгрессы. Вслед за ней федерации капоэйры появились и в других штатах, а в 1992 году была создана Бразильская Конфедерация — Confederação Brasileira de Capoeira, куда вошли 24 федерации, 92 региональных и муниципальных лиги.
С распространением капоэйры по всему миру начали проводиться и международные спортивные мероприятия, проходящие под патронажем различных школ, групп, национальных федераций. В 1999 году была создана Международная Федерация Капоэйры — Federação Internacional de Capoeira, объединившая национальные сборные Бразилии, Канады, Аргентины, Португалии, Голландии, Франции, Германии, Австралии, а позже и других стран.
На данный момент развитием спортивной капоэйры на международном уровне активно занимается Всемирная Федерация Капоэйры — World Capoeira Federation, основанная в 2011 году.

#### Правила соревнований
Единого регламента, правил и критериев оценки состязаний по капоэйре нет, каждая организация устанавливает их самостоятельно. Регулярные и широко известные первенства и чемпионаты организуются под эгидой школ ABADÁ-Capoeira и Muzenza, а также национальных и международных федераций, например: в Бразилии — Бразильской Конференцией Капоэйры, в России — Федерации Капоэйра России, в мире — Всемирной Федерацией Капоэйры.
В общем виде капоэйра в рамках спортивных соревнований рассматривается как игра двух соперников, каждый из которых старается набрать большее количество баллов. Обычно состязания проходят на специально подготовленной площадке в круге диаметром около 5 метров, и длятся 2 раунда по 30—60 секунд каждый, в зависимости от категории спортсменов (пола, возраста, веса, опыта). Игру оценивают по следующим критериям: культура движения (разнообразие, креативность, соответствие ритму, гармония, техника, акробатика), квалифицированные удары и броски. Штрафные баллы начисляются за блоки, падения, запрещённые действия, выход за пределы площадки, долгую жингу, остановку или выжидание. Обычно запрещены любые удары в лицо и пах, удары руками, локтем, коленом, захваты, удушения, борьба в партере.

## Школы и группы
Школа капоэйры предполагает организованную группу капоэйристов, имеющую общность идей, традиций, движений, приёмов, методов обучения. В середине XX века наиболее влиятельными школами стали Режионал и Ангола, а переосмысление и комбинирование их наследия породило Капоэйру Контемпоранеа. Однако на том развитие капоэйры не остановилось и из уже имеющихся школ начали выделяться новые: практически каждая группа, собирающаяся вокруг большого мастера (порт. grande mestre), стала представлять собой отдельную школу со своими особенностями и отличительными чертами.

## Градации мастерства
Уровень мастерства до открытия первых академий и школ не пытались определять и ранжировать. Достаточно было нескольких очевидных степеней: новичок, прошедший обучение, эксперт/мастер/учитель. В «Guia do Capoeira ou Gymnastica Brazileira», первой книге о капоэйре изданной ещё в 1907 году, они обозначены как bronzes, vungis и terrores, соответственно. Похожая система градации мастерства сохранялась и в первых академиях и школах: новичок (порт. calouro), ученик (порт. aluno), прошедший обучение (выпускник — порт. formado), тренер (учитель — порт. professor, помощник мастера — порт. contra-mestre), мастер (порт. mestre). Процесс обучения длился 3—10 лет, без формализованных экзаменов, однако для того чтобы называться мастером необходимо было не просто пройти обучение, а получить признание от сообщества капоэйристов. Символом мастерства тогда выступала простая белая одежда (порт. domingueira) и шляпа.
В 1960-70-х годах при стандартизации капоэйры для улучшения методики преподавания и проведения спортивных соревнований во многих школах и группах были введены промежуточные степени от новичка до мастера, обозначаемые цветными поясами-верёвками — корда (порт. corda) или кордао (порт. cordão), повязанными на белые штаны. Исторически сложилось несколько широко распространённых систем.
Самая первая система поясов была разработана мастером Мендонсой (Mendonça) при составлении «Технического Регламента Капоэйры» и утверждена министерством спорта Бразилии в 1972 году. Пояса сплетались из 3х ниток цветов бразильского флага и отражали десять уровней градации мастерства (из них 4 — мастерских). Данная система была принята в том числе в группе Cordão de Ouro, правда с некоторыми изменениями: пояса начали плести из 4х ниток, таким образом обозначая 11 основных уровней и дополнительно от 1 до 4 промежуточных.
В 2001 году «Технический Регламент Капоэйры» был переработан и в школах и группах, входящих в состав Бразильской Конфедерации Капоэйры, поясная система изменилась.
| Уровень | Технический регламент 1973 г. (Confederação Brasileira de Capoeira) | Группа Cordão de Ouro                      | Технический регламент 2001 г. (Confederação Brasileira de Capoeira) |
| ------- | ------------------------------------------------------------------- | ------------------------------------------ | ------------------------------------------------------------------- |
| 0       | Без пояса                                                           | Без пояса или серый                        | Без пояса                                                           |
| 1       | Зелёный                                                             | Зелёный                                    | Зелёный                                                             |
| 2       | Зелёно-жёлтый                                                       | Зелёно-жёлтый                              | Жёлтый                                                              |
| 3       | Жёлтый                                                              | Жёлтый                                     | Синий                                                               |
| 4       | Жёлто-синий — прошедший обучение                                    | Жёлто-синий — староста                     | Зелёно-жёлтый                                                       |
| 5       | Синий — учитель                                                     | Синий — инструктор                         | Зелёно-синий                                                        |
| 6       | Зелёный-жёлтый-синий — помощник мастера                             | Зелёно-жёлто-синий — учитель               | Жёлто-синий                                                         |
| 7       | Бело-Зелёный — Мастер 1й степени                                    | Зелёно-жёлто-сине-белый — помощник мастера | Зелёно-жёлто-синий — прошедший обучение                             |
| 8       | Бело-жёлтый — Мастер 2й степени                                     | Бело-зелёный — Мастер 1й степени           | Бело-зелёный — староста                                             |
| 9       | Бело-синий — Мастер 3й степени                                      | Бело-жёлтый — Мастер 2й степени            | Бело-жёлтый — учитель                                               |
| 10      | Белый — Мастер 4й степени                                           | Бело-синий — Мастер 3й степени             | Бело-синий — помощник мастера                                       |
| 11      |                                                                     | Белый — Мастер 4й степени                  | Белый — Мастер                                                      |

Однако «Технический Регламент Капоэйры» не был принят единогласно, его отверг ряд школ во главе с группой Senzala. Участники Senzala были одними из первых капоэйристов, кто начал использовать пояса (с 1967 года). Они повязывали красную верёвку, как отличительный знак группы, который ещё до появления единого регламента превратился в атрибут мастера. В качестве обозначения других уровней Senzala обратились к «природным» цветам, хотя существует гипотеза, что они вдохновлялись дзюдо. Находясь под влиянием Senzala их систему градации начали использовать и другие, адаптируя её и незначительно видоизменяя. Например, Capoeira Brasil добавили обязательные промежуточные пояса, а красный мастерский заменили на чёрный в честь африканской культуры и её легендарного защитника — бразильского героя Зумби из Палмарес. Или ABADÁ-Capoeira, где также были добавлены промежуточные пояса, а после красного пояса — введён белый, как высшая степень мастерства и преданности искусству.
| Уровень | Группа Senzala                | Группа Capoeira Brasil    | Группа ABADÁ-Capoeira             |
| ------- | ----------------------------- | ------------------------- | --------------------------------- |
| 0       | Белый или неокрашенный        | Белый или неокрашенный    | Неокрашенный                      |
| 1       | Жёлтый                        | Бело-жёлтый               | Неокрашенный-Жёлтый               |
| 2       | Оранжевый                     | Жёлтый                    | Жёлтый                            |
| 3       | Синий — прошедший обучение    | Бело-оранжевый            | Жёлто-Оранжевый                   |
| 4       | Зелёный — инструктор          | Оранжевый                 | Оранжевый                         |
| 5       | Фиолетовый — учитель          | Оранжево-синий            | Оранжево-синий                    |
| 6       | Коричневый — помощник мастера | Синий — инструктор        | Синий                             |
| 7       | Красный — Мастер              | Зелёный — инструктор      | Сине-зелёный                      |
| 8       |                               | Фиолетовый — учитель      | Зелёно-фиолетовый                 |
| 9       |                               | Коричневый — почти мастер | Фиолетовый — инструктор           |
| 10      |                               | Чёрный — Мастер           | Фиолетово-коричневый — инструктор |
| 11      |                               |                           | Коричневый — учитель              |
| 12      |                               |                           | Коричнево-красный — учитель       |
| 13      |                               |                           | Красный — почти мастер            |
| 14      |                               |                           | Красно-белый — Мастер             |
| 15      |                               |                           | Белый — Мастер                    |

Из критики «Технического Регламента Капоэйры» возникли и другие системы градации, многие из которых стали опираться на историю или африканскую культуру (в частности связаны с Ориша).

#### Церемония получения пояса и титулы

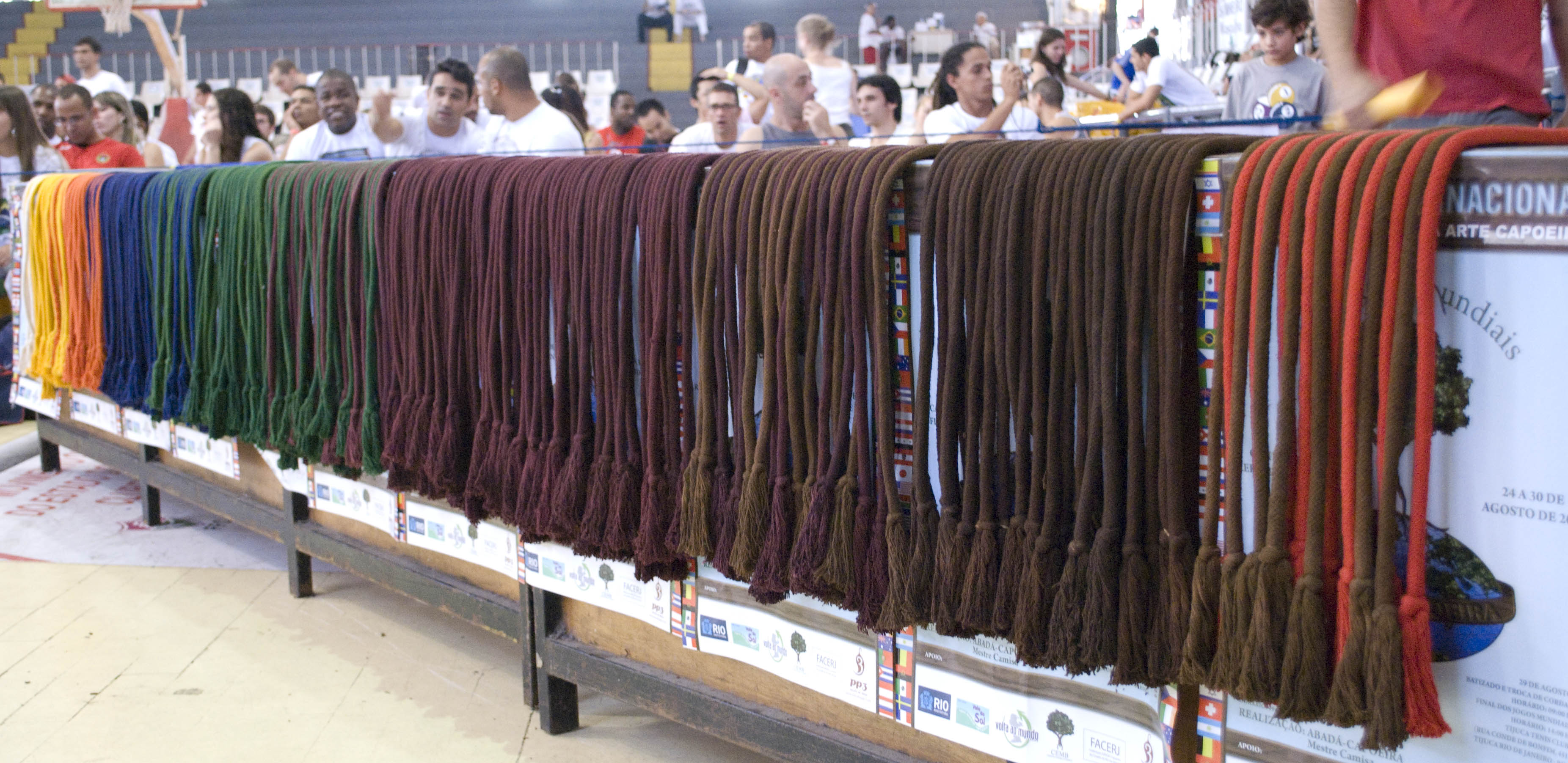
Пояса капоэйры на церемонии в группе ABADÁ-Capoeira

Получение первого пояса происходит на специальной церемонии, называемой батизаду (порт. batizado), то есть «боевое» крещение. Новичок входит в круг капоэйры с мастером и демонстрирует свои знания и умения, обычно последним тестом в этом практическом экзамене является падение на землю от броска «крёстного отца» (порт. padrinho), с последующим подъёмом на ноги — уже в новом статусе: батизаду, т.е крещённого или посвящённого. Иногда вместе с первым поясом капоэйрист также получает новое имя (порт. nome de guerra) или прозвище (порт. apelido), под которым отныне будет известен в сообществе.
Первый пояс не требует больших трудозатрат, а вот последующие — напротив. Причём чем выше пояс, тем дольше и серьёзнее подготовка к нему. Последний этап обучения и последний ученический статус: староста — монитор (порт. monitor) или выпускник — градуаду (порт. graduado) — с этого момента капоэйрист готовится стать мастером.
Мастерские пояса вручается на специальной церемонии, называемой форматура (порт. formatura). Часто форматура — это масштабное представление, которое отражает вклад отдельного капоэйриста в развитие школы. Первый «мастерский» статус — это инструктор или прошедший обучение — инструтор (порт. instrutor) или формаду (порт. formado), соответственно. Далее идут по порядку: учитель — профессор (порт. Professor); помощник мастера или почти мастер — контра-местре (порт. Contra-Mestre) или местранду (порт. Mestrando); мастер — местре (порт. Mestre).

## Капоэйра в массовой культуре
Уже с начала XIX века капоэйра в том или ином виде попадает на картины художников и в заметки путешественников, в газетные и журнальные статьи, в исследования этнографов и фольклористов, а также в труды поэтов и писателей. Однако лишь в 1960-х годах она находит отражение в массовой культуре. Фильмы «Буря» и «Исполнитель обета» делают капоэйру широко известной во всей Бразилии и более того неотъемлемой частью национальной идентичности. А с выходом в свет экшн-фильма «Только сильнейшие» и файтинга «Tekken 3» бразильское единоборство становится частью мировой массовой культуры: отныне к нему обращаются в поисках вдохновения самые разнообразные артисты, находя его в духе, в философии, в визуальных образах, в ритмах и песнях. Иногда на капоэйру ссылаются открыто, иногда завуалировано, иногда она играет важную роль, иногда является «пасхалкой».

### На русском языке
- Capoeira.Inside — Всё о капоэйре на русском языке. Дата обращения: 14 июня 2010. Архивировано 25 августа 2011 года.

- Всё о капоэйре режионал, тексты песен, инструменты, философия капоэйры.

### На иностранных языках
- Capoeira Lyrics Project — один из крупнейших архивов текстов песен капоэйры.
- Fundação Internacional de Capoeira Angola (ENG) (недоступная ссылка)
- Fundação Internacional de Capoeira Angola (PORT) (недоступная ссылка)
- Капоэйра
- Международный портал капоэйры
- Capoeira video clips from Capoeira Science